# ヤマハ・HR
ヤマハ・HRはヤマハ製の山本恭司のシグネチャ・モデルエレキギターの名称。HR-Iとして市販された。

## 市販モデル
- 市販モデル「HR-I」は、本人使用機材と若干仕様を異にする部分もあるが、ピエゾ・ピックアップ、LEDポシション・マーク、タッチ・コンプレッサー・スイッチ、本体内蔵のチューナーなどは共通している。形状は山本のアイデアによるもの。 B.C.Rich Seagullをギブソン・エクスプローラーの様に尖らせた独特のボディ形状をしている。
- 廉価版としてHR-IIIも販売されたが、これには上記のような装置は搭載されていない。

その後、山本がギターの鳴りにこだわったため、HR-Iに搭載された装置を省き、ボディーを6層の板でラミネートしたHR-Customが開発された。これも市販された事がある。
また、バリエーションに、SG-XY、SFXなどがある。